# ایمن عوده
اَیمَن عادل عوده (به عربی: أیمن عادل عودة؛ به عبری: אַיְּימָן עַאדֶל עוֹדֶה؛ به انگلیسی: Ayman Aadil Odeh؛ زادهٔ ۱ ژانویه ۱۹۷۵) یک وکیل و سیاستمدار عرب اسرائیلی است. او عضو کنست و رهبر حزب هدش می‌باشد.

## زندگی‌نامه
اَیمن عوده در سال ۱۹۷۵ متولد شد و در محله کبابیر در حیفا بزرگ شد. پدرش کارگر ساختمانی بود. با وجود اینکه خانواده‌اش مسلمان بودند، والدین او تصمیم گرفتند که او را به یک مدرسه مسیحی بفرستند، جایی که او تنها دانش‌آموز مسلمان بود و با افتخار اشاره می‌کند که در امتحانات نهایی دبیرستان در درس عهد جدید نمره A گرفت. او اکنون خود را فردی توصیف می‌کند که از محدودیت‌های دین و قومیت فراتر رفته است. او از سال ۱۹۹۳ تا ۱۹۹۷ در رشته حقوق در دانشگاه کرایووا در رومانی تحصیل کرد. در دوران تحصیل در رومانی، در راهپیمایی‌های طرفدار فلسطین شرکت کرد، زبان رومانیایی را یادگرفت و خاطرات متفکران سیاسی و انقلابیون مختلف را مطالعه کرد. او مدرک لیسانس حقوق را از دانشگاه کرایووا دریافت کرد و در سال ۲۰۰۱ در اسرائیل مجوز وکالت گرفت، هرچند که عضو انجمن وکلای اسرائیل نیست.
اَیمن عوده با ناردین اسالی، متخصص زنان ازدواج کرده است. آن‌ها در مراسم عزاداری برادر ۱۷ ساله او که در سال ۲۰۰۰ در آغاز انتفاضه دوم کشته شد، با یکدیگر آشنا شدند. آن‌ها سه فرزند دارند.
او به زبان‌های عربی، عبری، انگلیسی و رومانیایی صحبت می‌کند.

## پیشینه سیاسی

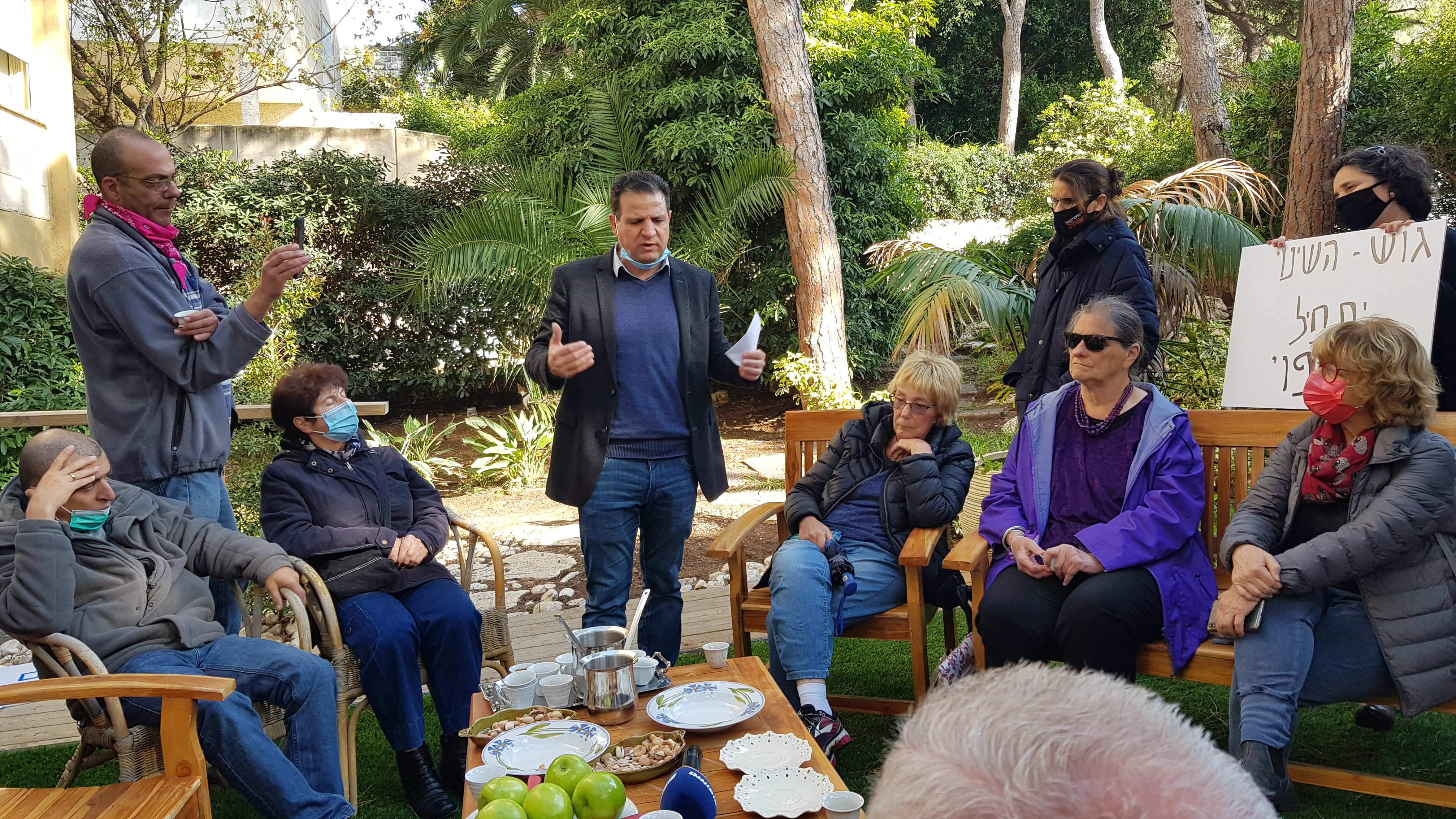
نشستی با حضور تظاهرکنندگان و اَیمن عوده در خانه‌اش در حیفا در تاریخ ۲ آوریل ۲۰۲۱ برگزار شد تا از او بخواهند وارد دولت تغییری شود که مانع ادامه نخست‌وزیری بنیامین نتانیاهو شود. این نشست که با یک تظاهرات آغاز شد، به‌طور همزمان با تظاهرات مقابل خانه‌های بنت، ساعر و گانتز برگزار شد.

عوده به حزب هدش پیوست و از سال ۱۹۹۸ تا ۲۰۰۵ نماینده این حزب در شورای شهر حیفا بود. سپس در سال ۲۰۰۶ به عنوان دبیرکل حزب انتخاب شد. او در انتخابات سال ۲۰۰۹ در رتبه هفتاد و پنجم فهرست حزب قرار گرفت، که در آن حدش چهار کرسی به دست آورد. در انتخابات کنست ۲۰۱۳، او در رتبه ششم فهرست حزب قرار داشت، اما نتوانست وارد کنست شود، زیرا حزب بار دیگر چهار کرسی به دست آورد.
پس از اعلام استعفای محمد برکه رهبر حزب هدش پیش از انتخابات ۲۰۱۵ عوده به عنوان رهبر جدید حزب انتخاب شد. در آستانه انتخابات ۲۰۱۵، حدش به فهرست مشترک، که ائتلافی از احزاب اصلی عرب بود، پیوست. عوده در صدر فهرست انتخاباتی فهرست مشترک قرار گرفت. تحلیل‌گران عوده کاریزماتیک را به دلیل ارائه چهره‌ای میانه‌روتر و عمل‌گرایانه‌تر به اتحاد سیاسی عرب ستودند. عوده به همراه ۱۲ نامزد دیگر از فهرست مشترک به کنست بیستم راه یافت.
در مصاحبه‌ای با تایمز آو ایزرائل عوده برنامه اجتماعی فهرست مشترک را توضیح داد که شامل برنامه‌ای ده‌ساله برای رسیدگی به مسائل مرتبط با بخش عربی بود؛ از جمله اشتغال زنان، بازسازی شوراهای منطقه‌ای ناکارآمد، به رسمیت شناختن جوامع بادیه‌نشین غیررسمی در صحرای نگب، حمل و نقل عمومی در شهرهای عربی، و ریشه‌کن کردن خشونت. او همچنین از حق مردم یهود برای تعیین سرنوشت خود در اسرائیل حمایت کرد و افزود که یک دولت فلسطینی باید اهداف مشابهی را برای فلسطینیان عرب محقق کند.
کمپین عوده برای انتخابات مارس ۲۰۱۵، در یک مناظره تلویزیونی نامزدها، لحظه‌ای تأثیرگذار داشت. در آن مناظره، آویگدور لیبرمن وزیر امور خارجه اسرائیل عوده را «شهروند فلسطینی» خواند و گفت که عوده در اسرائیل جایی ندارد. عوده پاسخ داد: «من در سرزمین مادری خود کاملاً خوشامد هستم. من بخشی از طبیعت، محیط و چشم‌انداز هستم»، و تولد خود در اسرائیل را در مقابل مهاجرت لیبرمن از اتحاد جماهیر شوروی قرار داد. اکنون عوده به عنوان یک بازیگر مؤثر بالقوه در نظر گرفته می‌شود، زیرا احزاب عرب به نظر می‌رسد برای دستیابی به حداقل آرا مورد نیاز دولت برای ورود به کنست متحد می‌شوند. عوده سبکی متفاوت از نماینده کنست حنین زعبی که برخوردی تندتر دارد ارائه می‌دهد. او تمایل خود را برای همکاری با شرکای یهودی ابراز می‌کند و اغلب نقل‌قول‌هایی از مارتین لوتر کینگ جونیور می‌آورد.
عوده و فهرست مشترک در انتخابات ۲۰۲۰ بنی گانتس را برای نخست‌وزیری پیشنهاد کردند.

## جوایز و افتخارات
- قرار گرفتن در میان ۱۰۰ متفکر برجسته جهانی توسط مجله فارین پالیسی[۱۶][۱۷]
- انتخاب به عنوان یکی از ۱۰۰ فرد تأثیرگذار توسط مجله TheMarker در سال ۲۰۱۶ و قرار گرفتن در رتبه نهم[۱۸]
- انتخاب به عنوان یکی از ۱۰۰ فرد تأثیرگذار توسط مجله TheMarker در سال ۲۰۱۷[۱۹]

## دیدگاه‌ها و نظرات
عوده می‌گوید که خدمت او در شورای شهر حیفا به او نشان داد که اعراب و یهودیان باید با یکدیگر همکاری کنند. او حیفا را به‌عنوان «لیبرال‌ترین شهر چندفرهنگی و در عین حال همگون در اسرائیل» توصیف می‌کند.
عوده همچنین حمایت قوی خود را از افزایش شناخت فرهنگ مزراحی و تاریخ یهودیان عرب در گفتمان‌های رسمی اسرائیلی و فلسطینی ابراز کرده است. در یک سخنرانی معروف در صحن کنست در جولای ۲۰۱۵، عضو کنست عوده استدلال کرد که دولت اسرائیل به‌طور سیستماتیک علیه فرهنگ یهودیانی که از سرزمین‌های عربی و مسلمان مهاجرت کرده‌اند (که اکثریت جمعیت اسرائیل را تشکیل می‌دهند) تبعیض قائل شده و آن را سرکوب کرده است تا ایده جدایی طبیعی میان یهودیان و اعراب را ترویج دهد. او همچنین استدلال کرد که نقش بزرگ یهودیان در شکل‌گیری فرهنگ عربی تاریخی و مدرن (از جمله شخصیت‌های معروفی مانند خاخام داوید بوزاگلو که شعرهای مذهبی یهودی را عمدتاً به زبان عربی می‌نوشت و یهودیان مشهوری که در میانه قرن بیستم در جهان عرب محبوب بودند، مانند لیلا مراد)، به دلیل عناصر ایدئولوژیک درگیری عربی-اسرائیلی و تمایل نخبگان اسرائیل برای ارائه تصویری غربی از یهودیان و کشور، هم توسط یهودیان و هم اعراب فراموش شده است. عوده از اعضای یهودی و عرب کنست خواست که از یک کمیته جدید کنست حمایت کنند (که او به عنوان عضو به آن پیوسته بود) که برای بازتاکید بر فرهنگ یهودیان سرزمین‌های عربی و مسلمان تلاش می‌کند . عوده در آن سخنرانی موضع خود را این‌گونه خلاصه کرد: "فرهنگ یهودیان سرزمین‌های عربی و اسلامی یک فرهنگ مشترک یهودی و عربی است. به همین دلیل دولت با آن مبارزه کرده است و با همین دلیل ما باید برای تقویت آن مبارزه کنیم.
عوده می‌گوید: «ما نماینده کسانی هستیم که در این کشور نادیده گرفته شده‌اند و به آنها صدا می‌دهیم. ما همچنین پیام امید را به همه مردم و نه فقط به اعراب، بلکه به یهودیان نیز می‌آوریم».
در اکتبر ۲۰۱۵ عوده از «مبارزه غیرمسلحانه فلسطینی» حمایت کرد. با این حال، هنگامی که در مورد «پرتاب سنگ، کوکتل مولوتف و تیراندازی به ماشین‌ها» از او پرسیده شد پاسخ داد که در خصوص پرتاب سنگ او از انتفاضه اول حمایت می‌کند.
در فوریه ۲۰۱۶، عوده به منظور اعتراض به لایحه بحث‌برانگیز تعلیق نمایندگان کنست، در نظر داشت از عضویت در کنست استعفا دهد.

## جنجال‌ها

### بازجویی‌های شاباک
آژانس اطلاعات داخلی اسرائیل شاباک چندین بار در گذشته عوده را بازجویی کرده است. او در مصاحبه‌ای با مجله نیویورکر گفت: «من سه بار دیگر توسط شین بت احضار شدم. آنها هرگز مرا نزدند، اما در دو چیز موفق شدند. من خودم را از دوستانم جدا کردم—خیلی درون‌گرا شدم. و این حس را داشتم که شین بت هر جایی که می‌رفتم مرا زیر نظر داشت. وقتی به ایستگاه اتوبوس می‌رفتم و کسی را با عینک آفتابی می‌دیدم، فقط فرض می‌کردم که او از شین بت است.»

### تهدیدهای مرگ
یک فعال راست‌گرا در فوریه ۲۰۱۶ به اتهام تهدید عوده به مرگ دستگیر شد.

### حادثه ام‌الحیران
در تاریخ ۱۸ ژانویه ۲۰۱۷، ادعا شد که عوده توسط یک گلوله اسفنجی که توسط پلیس اسرائیل شلیک شده بود، به پیشانی مورد اصابت قرار گرفت. این حادثه هنگام اعتراض او علیه تخریب خانه‌ها در روستای بدوی ام الحیران رخ داد. پلیس در ابتدا ادعا کرد که او توسط سنگ‌هایی که سایر معترضان پرتاب کرده بودند، مورد اصابت قرار گرفته است. اما بعدها این ادعا را پس گرفت و اعلام کرد که هرگز نگفته است عوده توسط سنگ‌ها آسیب دیده و نمی‌داند چه چیزی باعث جراحت سر او شده است.
سازمان بریتانیایی معماری قضایی به سرپرستی ایال ویزمن از کالج گلداسمیتز دانشگاه لندن، که شواهد ویدیویی این حادثه را تحلیل کرد، به شدت مشکوک بود که عوده توسط گلوله اسفنجی مورد اصابت قرار گرفته باشد؛ زیرا ۴۷ ثانیه از ویدیو، دقیقاً در زمانی که عوده مجروح شد، حذف شده بود.